# Daniil Vlahovici

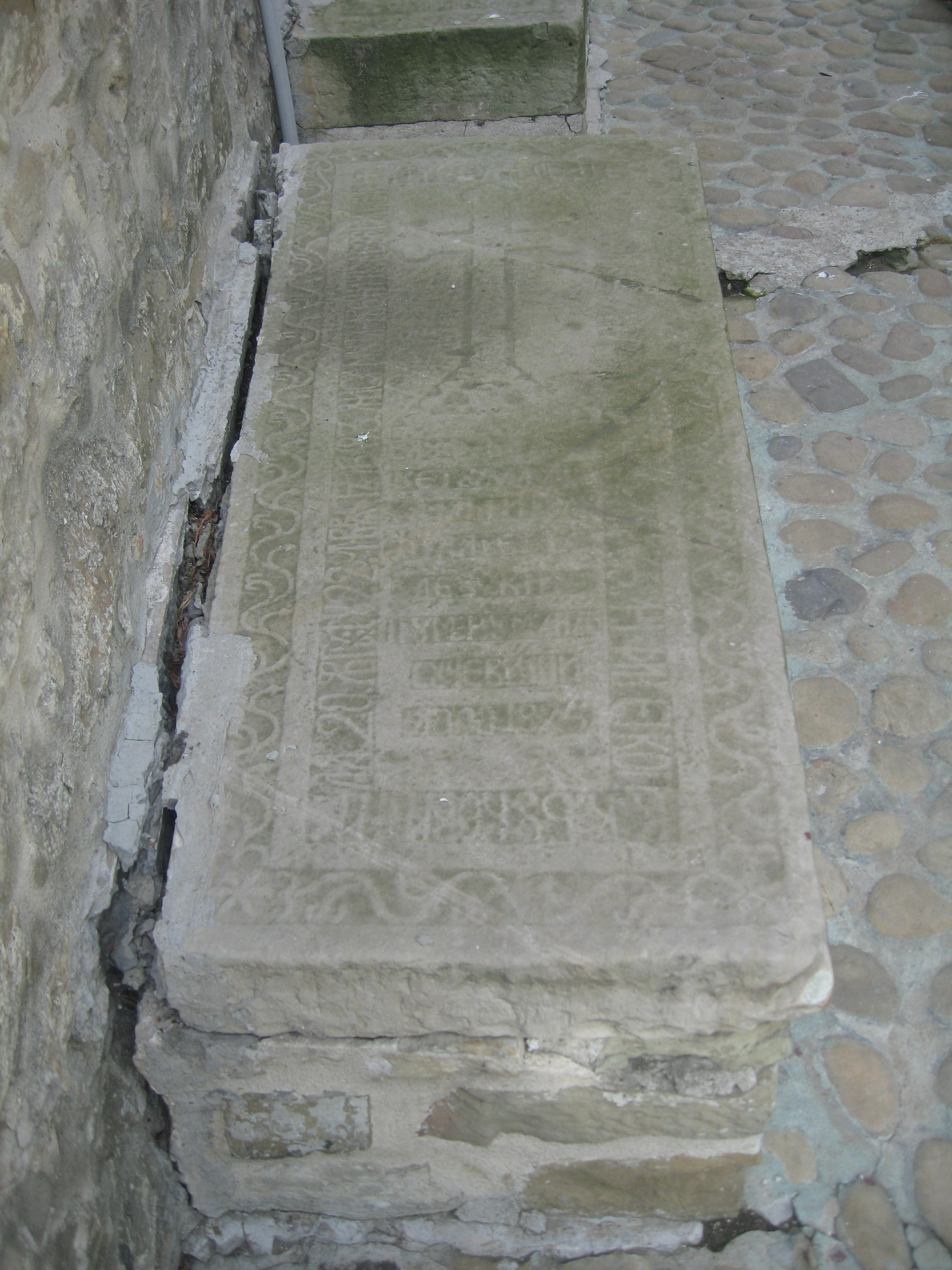
Mormântul episcopului Daniil Vlahovici de lângă zidul bisericii Mănăstirii Dragomirna

Daniil Vlahovici (n. 23 aprilie 1760, Banatul Sârbesc — d. 20 august 1822, Vatra Dornei) a fost un cleric ortodox sârb, care a avut rangul de episcop al Bucovinei (1789–1822).

## Biografie
Daniil Vlahovici s-a născut la data de 23 aprilie 1760, în Banatul Sârbesc, fiind de origine sârbă. A fost hirotonit ieromonah, fiind vicar la Mănăstirea Covila (până în 1786). În acel an, profesorului sârb Daniil Vlahovici i s-a încredințat misiunea de înființare a Școlii clericale de la Sf. Ilie - Suceava (care a funcționat în eclesiarnița Mănăstirii Sf. Ioan cel Nou din Suceava), al cărei director a fost în perioada 1786-1789. El a sosit la Suceava, străduindu-se să-și însușească limba română.
După trecerea la Domnul a episcopului Dosoftei Herescu, profesorul ieromonah Daniil Vlahovici a fost numit la data de 23 aprilie 1789 ca episcop exempt al Bucovinei de către împăratul Iosif al II-lea al Imperiului Habsburgic la propunerea mitropolitului sârb de Karlowitz, peste voința fruntașilor români. Este hirotonit întru arhierie în Catedrala Mitropolitană din Karlowitz la data de 26 iulie 1789. De asemenea, a primit și titlul de baron al Imperiului.
A lovit în interesele românilor aflați sub stăpânire străină, ducând la îndeplinire o hotărâre a Curții de la Viena de slavizare a numelor românești. El a dat dispoziții oficiilor parohiale ce țineau evidența stării civile, să slavizeze onomastica prin terminații nu numai în ucraineană prin „-iuc“, ci și poloneze, sârbești, mai puțin rusești,
În perioada păstoririi sale a sprijinit autoritatea habsburgică, în demersul acesteia de a-și subordona clerul bucovinean. Din ordinul său, școlile primare românești din Bucovina au fost puse sub ascultarea Consistoriului romano-catolic din Lemberg, iar dascălii au fost aduși dintre străini. Episcopul Daniil a vegheat ca în toate școlile limbile de predare să fie germana sau polona. S-a suspendat obligativitatea învățământului primar (1793), astfel un număr de peste 30 de școli românești au fost desființate. În istoria Bisericii din Bucovina, Daniil Vlahovici rămâne un personaj care a avut un rol negativ.
Cu toate acestea, el a reușit totuși să i se recunoască dreptul de a controla administrarea Fondului religionar. Școala clericală de la Sf. Ilie - Suceava a fost transferată la Cernăuți și a rămas singura școală teologică având româna ca limbă de predare. În anul 1826, această școală a fost transformată în Institut Teologic în cadrul căruia majoritatea examenelor se susțineau în limba latină, germană și greacă.
Episcopul Daniil Vlahovici a trecut la cele veșnice la data de 20 august 1822, în orașul Vatra Dornei și a fost înmormântat la Mănăstirea Dragomirna.